# Алкобаса (район)
Алкобаса (порт. Alcobaça) — город и район в Португалии, входит в округ Лейрия. Является составной частью муниципалитета Алкобаса.
По старому административному делению входил в провинцию Эштремадура. Входит в экономико-статистический субрегион Оэште, который входит в Центральный регион. Население составляет 4987 человек на 2001 год. Занимает площадь 3,38 км².
Основан в XII веке. Главная достопримечательность — монастырь цистерианцев Санта-Мария де Алкобаса, основанный королём Афонсу I Энрикишем.